# Fabrice Borer
Fabrice Borer (* 24. Dezember 1971 in Delémont) ist ein ehemaliger Schweizer Fussballtorhüter.
Seine Karriere begann er im Jahr 1991 bei SR Delémont. Eine Saison später wurde Borer von Lausanne-Sports verpflichtet. Mitte 1995 wechselte er zum FC Sion, wohin er nach drei Saisons bei den Grasshoppers (zwischen 2002 und 2004) wiederum zurückkehrte. 1995, 1996 und 1997 gewann er mit den Wallisern den Schweizer Cup und 1997 die Schweizer Meisterschaft. Mit den Hoppers gewann er 2003 nochmals die Meisterschaft.
Zum Saisonende 2006/07 trat er nach 338 Einsätzen in ASL/NLA sowie ChL/NLB vom Spitzensport zurück. Für die Schweizer Fussballnationalmannschaft stand er drei Mal im Tor.